# Франческо Сантапау Бранчифорте
Франческо Сантапау Бранчифорте (итал. Francesco Santapau Branciforte; ок. 1538 — 8 декабря 1590, Мессина), 2-й князь ди Бутера, 4-й маркиз ди Ликодия — государственный и военный деятель Сицилийского королевства и Испанской империи.

## Биография
Второй сын Понцио Сантапау, 2-го маркиза ди Ликодия, президента королевства Сицилии, и Изабеллы Бранчифорте.
Наследовал бездетному старшему брату Амброджо, князю ди Бутера, умершему в 1564 году, и 8 июля 1565 получил королевскую инвеституру на княжество Бутера.
В 1567 году стал стратеготом Мессины. Принимал участие в борьбе с турками.
В 1586 году был пожалован Филиппом II в рыцари ордена Золотого руна. Орденскую цепь получил 1 июля 1587 на торжественной церемонии в Неаполе из рук князя Сульмоны, которому содействовал гербовый король ордена.
Умер в конце 1590 года, и был погребен в иезуитской церкви Святого Николая в Мессине.

## Семья
Жена: Имара Бенавидес-и-Аларкон, дочь Санчо де Аларкона-и-Бенавидеса и Анны Карафа Спадафора
Бастарда:
- Камилла ди Сантапау, маркиза ди Ликодия. Легитимирована королевской привилегией, данной в Палермо 24.12.1576. Муж: Муцио Руффо

Не имея законного потомства, Франческо 5 декабря 1590 завещал княжество Бутеру внучатому племяннику Фабрицио Бранчифорте Баррези.